# Popravčí dub
Popravčí dub byl starý památný strom, který rostl ve Velkých Losinách. K jeho minulosti se váží historické události z doby selských povstání v 17. století.

## Základní údaje
- název: Popravčí dub
- výška: 21 m (1982),[1] 21 m (2002)[2]
- obvod: 563 cm (1982),[1] 787 cm (2002)[2][3]
- věk: 400 let[2]

Dub rostl naproti zámku mezi silnicí a železnicí (dnes jsou v místě jen pozůstatky).

## Stav stromu a údržba
Strom měl dutý kmen, dutinu zakrývala stříška. V posledních letech rostl částečně nesouměrně, což mohlo být jednou z příčin zániku za vichřice ze 24. na 25. února 2007, která stromu zlomila kmen.

## Historie a pověsti
Popravčí dub dostal své přízvisko podle události, ke které došlo 24. července 1662. Pod korunou stromu tu byli sťati tři vůdci selského povstání patnácti okolních obcí: Kryštof Winter z Maršíkova, Mikuláš Pecold z Vikýřovic a Hanuš Jašek z Velkých Losin. Ti vedli vzpouru proti útlaku ze strany Přemka III. ze Žerotína.
Události následujících let, které pro více než 100 obyvatel z okolí znamenaly smrt upálením na hranici, zachytil Václav Kaplický ve zfilmovaném románu Kladivo na čarodějnice.

## Další zajímavosti
Dubu byl věnován prostor v pořadu České televize Paměť stromů, konkrétně v dílu číslo 10, Stromy u hradů a zámků. Ve svém díle jej zachytil i akademický malíř Jaroslav Turek.

## Památné a významné stromy v okolí
- Buk u buku